# Amanda Duff

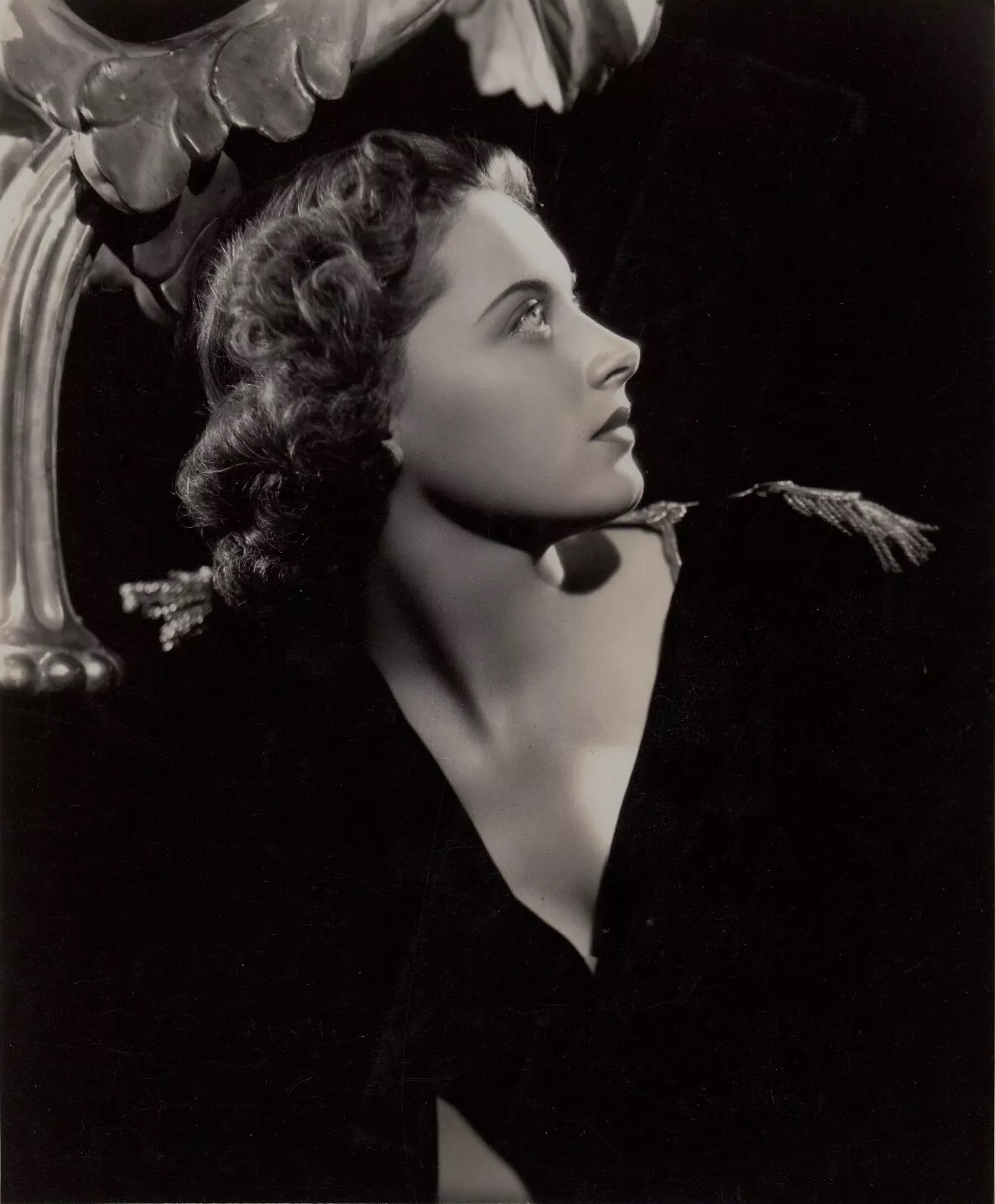
Amanda Duff (1941)

Amanda Duff (* 6. März 1914 in Fresno, Kalifornien; † 6. April 2006 in San Francisco, Kalifornien) war eine US-amerikanische Schauspielerin.

## Biografie
Amanda Duff wuchs in Santa Barbara auf und studierte zunächst Musik am Mills College in Oakland. Der renommierte Schriftsteller und Drehbuchautor Robert E. Sherwood entdeckte die angehende Musikerin 1936 und gab ihr ein erstes Broadwayengagement als Schauspielerin und Sängerin seiner Produktion Tovarich.
Nach zwei Jahren als Bühnendarstellerin gab sie 1938 in der Shirley-Temple-Komödie Just around the Corner ihr Spielfilmdebüt. Es folgten Auftritte in Produktionen wie dem Film noir City of Chance, in Gregory Ratoffs Drama Hotel for Women sowie jeweils die weibliche Hauptrolle im Drama The Escape, im Krimi Mr. Moto und die geheimnisvolle Insel (nach den Kriminalromanen von John P. Marquand mit Peter Lorre in der Titelrolle) und unter der Regie von Edward Dmytryk in dem Horrorfilm The Devil Commands (mit Boris Karloff).
Während ihrer Filmtätigkeit bei der 20th Century Fox lernte sie den Drehbuchautor Philip Dunne kennen. Am 15. Juli 1939 heirateten die beiden. Aus dieser Ehe gingen drei Kinder hervor. Amanda Duff zog sich daraufhin vom Filmgeschäft zurück und arbeitete eine Zeit lang als Photographin. Ihre Bilder von amerikanischen Kindern wurden u. a. von den Designern Charles und Ray Eames innerhalb ihrer Präsentation auf der American National Exhibition 1959 in Moskau gezeigt.
Daneben engagierte sich Amanda Duff in Kalifornien für Frauenrechte. Während des Kalten Krieges unterstützten die Dunnes und das von Philip Dunne mitbegründete Committee for the First Amendment zahlreiche vom Komitee für unamerikanische Umtriebe unter Berufsverbot gestellte Filmschaffende.
Philip Dunne starb am 2. Juni 1992. Seine Witwe Amanda Duff Dunne erlag am 6. April 2006 in ihrem Haus in San Francisco einem Krebsleiden.

## Filmografie
- 1938: Just Around the Corner
- 1939: The Three Musketeers
- 1939: Mr. Moto und die geheimnisvolle Insel (Mr. Moto in Danger Island)
- 1939: Hotel for Women
- 1939: The Escape
- 1940: City of Chance
- 1940: Star Dust
- 1941: The Devil Commands